# Weymouth (Nueva Escocia)
Weymouth es una comunidad rural ubicada en el condado de Digby, en la provincia de Nueva Escocia, Canadá. La localidad tuvo sus orígenes en la década de 1760 después de la expulsión de los acadianos.